# Гийом, Анри
Барон Анри-Луи-Гюстав Гийом (фр. Henri-Louis-Gustave Guillaume; 5 марта 1812, Амьен — 6 ноября 1877, Иксель) — бельгийский военный деятель и историк.

## Биография
Сын Жана Гийома, директора налогового управления, и Анн-Мари Прат, внук капитана-инженера французской революционной армии.
В 1830 году, в период Бельгийской революции, проживал в Шарлеруа, и предоставил себя в распоряжение капитана аджюдан-майора Леонарда Грейндла, проводившего от имени Временного правительства переговоры о сдаче цитадели Шарлеруа, где находился крупный голландский гарнизон. Стал секретарем Грейндла. После капитуляции цитадели, состоявшейся 5 октября, в награду за активное участие был 20 октября принят на военную службу младшиим лейтенантом в 3-й линейный полк, в котором служил Грейндл. Назначение в роту вольтижеров 3-го батальона указанного полка состоялось благодаря вмешательству генерала Гуталса, создателя бельгийской пехоты, и было утверждено Временным правительством 30 октября.
Произведенный 6 октября 1831 в лейтенанты, Гийом исполнял функции аджюдан-майора своего полка с 6 марта 1833 до перехода в 8-й линейный 1 июля 1837 в чине капитана 2-го класса. Командированный в полк гренадеров и вольтижеров, объединенных 13 октября 1838, он не замедлил перейти в это элитное подразделение, названное гренадерским, а 27 ноября 1843 был назначен преподавателем в секцию пехоты и кавалерии в недавно организованное Армейское училище. В этот период Гийом заинтересовался военной историей Бельгии. 19 июля 1845 он был произведен в капитаны 1-го класса, и в это же время 5-му отделению Военного министерства (Военный архив), а также дипломатическим представителям в Париже и Вене от имени военного министра генерала Дюпоном было поручено собрать достаточные сведения, дабы установить историю бельгийских подразделений, находившихся на службе Австрии и Франции. Собранные материалы стали первыми элементами той источниковой базы, на которой Гийом основывал свои работы.
23 июня 1846 переведен на службу во 2-й отдел Военного министерства (кадровый отдел, занимавшийся офицерами всех родов войск). Вступил в переписку с институциями и людьми различных стран, особенно с Мадридом, с целью получения копий необходимых архивных документов. В 1847 году подготовил свою первую публикацию «Историю воинской организации при герцогах Бургундских», изданную в сборнике работ Королевской академии наук, словесности и изящных искусств (том XXII, 1847—1848). Получил за это произведение титул лауреата академии.
6 апреля 1849 произведен в майоры и назначен в 4-й линейный полк, а 11 апреля по решению министерства был возвращен к исполнению прежних обязанностей в должности младшего директора кадрового отдела. В 1850 году опубликовал две брошюры: «Ордонансовые отряды» и «Опыт об организации добровольческой армии», которая стараниями Военного департамента была широко распространена среди офицеров и даже среди гражданского населения.
19 октября 1851 был назначен секретарем Комиссии для оценки армейских учреждений в стране. Произведенный 24 июня 1853 в подполковники, он принял руководство всей кадровой службой Военного министерства, и 1 августа 1855 стал полковником. Всецело преданный генералу Шазалю, занимавшему пост военного министра в 1846—1850 и 1859—1866 годах, он анонимно выпустил работу «Правда о нарезном орудии» (1861), в которой энергично отстаивал взгляды своего шефа (как и в вопросе о вербовке в легион бельгийских добровольцев для участия в Мексиканской экспедиции).
15 июля 1863 произведен в генерал-майоры. 19 декабря 1866 назначен членом комиссии по военной организации. Эта смешанная комиссия собралась 15 января 1867 по приказу Леопольда II для изучения проблемы обороны страны в условиях осложнения международной ситуации.
3 января 1868 Гийом оставил службу в Военном министерстве, а на следующий день был назначен королевским адъютантом. В 1868—1872 годах он занимался переговорами с крупными дельцами о создании финансового, промышленного и коммерческого общества, благодаря которому Бельгия установила контакты с Японией и Китаем.
В июне 1870 на выборах снова победила католическая партия, и 2 июля Гийом получил портфель военного министра. Уже 15 июля Бельгия начала мобилизацию, так как у границ королевства развернулись военные действия между пруссаками и французами. Особенной угрозе подвергались южные районы провинции Люксембург, рядом с которой расположен Седан. Между Гийомом и Шазалем, командовавшим обсервационной армией, происходили конфликты из-за разграничения полномочий, поскольку военный министр претендовал на верховное руководство войсками, а генерал Шазаль заявлял, что подчиняется только королю.
После Седанского разгрома 7 сентября были распущены резервисты призывов 1861 и 1862 годов, а 20-го — 1863 и 1864 годов, но полностью мобилизованные были распущены 3 марта 1871, в преддверии заключения мира. 20 марта Гийом был произведен в генерал-лейтенанты. 10 декабря 1872 ушел в отставку с поста военного министра.
18 декабря 1872 был назначен руководителем недавно созданной Военной академии, став во главе Военного училища (созданного по его инициативе 12 ноября 1869), Армейского училища, Специального училища унтер-офицеров пехоты и кавалерии, а также Кавалерийского училища. Гийом планировал разместить эти структуры в старинном комплексе зданий аббатства Камбр, но уже 21 апреля 1873 Военная академия была упразднена, а его назначили генеральным инспекторомм пехоты, которому были подчинены полковые пехотные училища, Военный лицей и Специальное унтер-офицерское училище.
29 апреля 1873 был избран членом Совета по усовершенствованию военных учебных заведений. По собственной просьбе был освобожден от обеих должностей 19 и 25 марта 1874 соответственно.
20 января 1873 аноблирован с пожалованием наследственного баронского титула. Девизом взял выражение Labore nobilis — «знатный трудом».
14 мая 1877 вышел в отставку с зачислением в резерв, а 19 июня вышел на пенсию после 47 лет службы. В отставке планировал посвятить себя историческим исследованиям, но уже 6 ноября скончался в своем доме на улице Согласия в Икселе. На торжественной церемонии погребения 10-го числа были произнесены 5 речей, в том числе Альфонсом Ваутерсом, директором отделения словесности Бельгийской королевской академии, и генералами Гуталсом и Бартелсом.
Гийом был избран членом-корреспондентом Академии 9 мая 1860, и стал её действительным членом 6 мая 1867. Будучи активным участником, в 1875 году он стал директором отделения словесности.
В 1865 году был привлечен к работе в Комиссии Национальной биографии, которую вскоре возглавил, сменив Гашара (1869—1877).
Кроме этого, был действительным членом или членом-корреспондентом, президентом или вице-президентом нескольких академий, бельгийских и иностранных.

## Сочинения
- Histoire de l’organisation militaire sous les ducs de Bourgogne // Mémoires couronnés et mémoires des savants etrangers. T. XXII. — Bruxelles: F. Hayez, 1848
- Essai sur l’organisation d’une armée de volontaires. — Bruxelles: Devroye et Ce, 1850
- Histoire des régiments nationaux belges pendant la Guerre de sept ans. — Bruxelles: Stapleaux, 1854
- Histoire des régiments nationaux belges: pendant les guerres de la révolution française, 1792—1801. Nouvelle ed. — Bruxelles: Demanet, 1855
- Histoire des gardes wallones au service d’Espagne. — Bruxelles: F. Parent, 1858
- La vérité sur le canon rayé (1861)
- Le Dernier héros du moyen âge en Belgique, Philippe de Clèves. — Bruxelles: F. Hayez, 1870
- Notice sur le régiment d’Arenberg. — Tongres: Collée, 1870
- Notice sur le corps du génie en Belgique pendant le 18e siècle. — Mons: Dequesne-Masquiller, 1870
- Histoire des bandes d’ordonnance des Pays-Bas. — Bruxelles: F. Hayez, 1873
- L’Armée belge, histoire et état militaire (1874)
- Histoire des régiments nationaux des Pays-Bas au service d’Autriche. — Bruxelles: C. Mucquardt, 1877
- Histoire de l’infanterie wallone sous la maison d’Espagne (1500—1800) (Mémoires de l’Académie Royale des Sciences, des Lettres et des Beaux-Arts de Belgique. T. XLII), 1878
- Статьи в «Бельгийской Национальной биографии»

## Награды
- великий офицер ордена Леопольда I
- большой крест ордена Саксен-Эрнестинского дома
- великий офицер ордена Короны Италии
- великий офицер ордена Дубовой короны
- большой крест ордена Красного орла
- орден Святого Станислава 2-й ст.
- крест 1-го класса ордена Королевского дома Гогенцоллернов-Зигмарингенов
- командор ордена Изабеллы Католической
- рыцарь Австрийского ордена Леопольда
- рыцарь ордена Данеброг
- командор ордена Карлоса III

## Семья
Жена: Антуанетта-Сесиль Энглер (1832—1911), дочь Жана-Гийома-Никола Энглера, директора брюссельского казначейства, и Мелани-Софи Террад
Дети:
- барон Поль Гийом (13.01.1852—23.04.1918), посол в Румынии и Греции. Жена (19.02.1883): Эфросина Градиштяну (14.03.1858—13.04.1914), дочь Эммануэля Градиштяну и Анастасии Дарвари
- баронесса Маргерит Гийом. Муж: Виллем Ван де Полл, королевский офицер для поручений